# ماريو رايموندي
ماريو رايموندي (10 يوليو 1980 بثون في سويسرا - ) هو لاعب كرة قدم سويسري في مركز الوسط. شارك مع منتخب سويسرا تحت 21 سنة لكرة القدم. أما مع النوادي، فقد لعب مع نادي ثون ونادي زيورخ ونادي يانغ بويز.

## وصلات خارجية
- ماريو رايموندي على موقع قاعدة بيانات كرة القدم.إي يو (الإنجليزية)
- ماريو رايموندي على موقع Soccerway.com (الإنجليزية)
- ماريو رايموندي على موقع عالم كرة القدم.نت (الإنجليزية)
- ماريو رايموندي على موقع AS.com (الإسبانية)